# Friedrich Ernst Koch (Komponist)

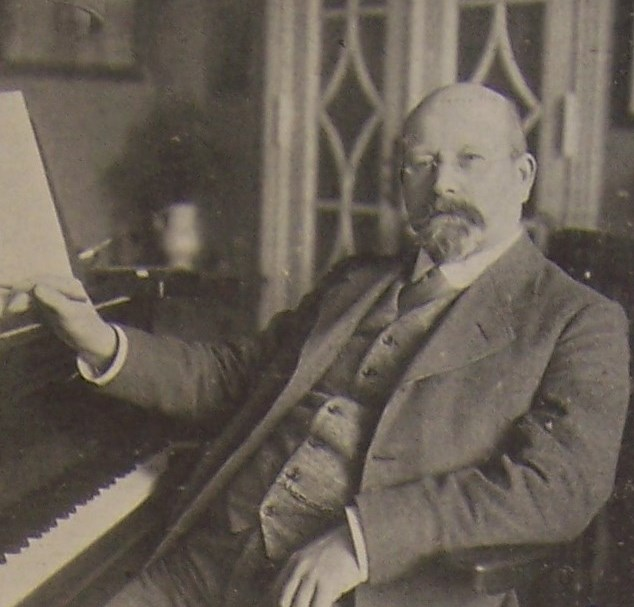
Friedrich Ernst Koch

Friedrich Ernst Koch (* 3. Juli 1862 in Berlin; † 30. Januar 1927 ebenda) war ein deutscher Violoncellist, Komponist, Musikpädagoge und Hochschullehrer.

## Leben
Koch entstammte einer Künstlerfamilie. Der Vater und zwei Brüder, darunter Max Friedrich Koch, waren bekannte und erfolgreiche Historienmaler der Kaiserzeit, die sich auf Monumentalgemälde spezialisiert hatten.
Er begann seine musikalische Ausbildung mit 16 Jahren an der Hochschule für Musik in Berlin, wo er Violoncello bei Robert Hausmann studierte und in den folgenden Jahren außerdem Komposition bei Woldemar Bargiel. Er setzte seine Studien bei Robert Radecke und Friedrich Kiel fort. Von 1882 bis 1891 spielte er als Cellist in der Königlichen Kapelle. Anschließend war Koch kurze Zeit Kapellmeister in Baden-Baden, doch bewog ihn seine ausgeprägte pädagogische Begabung, 1892 als Gesangslehrer an das Lessing-Gymnasium in Berlin zu gehen, an dem er bis 1918 tätig war (1900 Professor). Gleichzeitig rückte auch sein kompositorisches Schaffen in den Vordergrund. Seine den überkommenen ästhetischen Vorstellungen huldigenden klassizistischen Werke fanden wegen ihrer handwerklichen Meisterschaft schnell Anerkennung. Schon 1891 hatte er seinen ersten Kompositionsabend mit dem Berliner Philharmonischen Orchester in der Sing-Akademie gegeben und für sein Streichtrio op. 9 den Mendelssohn-Preis erhalten. Außerdem war er an mehreren Konservatorien als Kompositionslehrer und Leiter von Orchester-, Kammermusik- und Chorklassen tätig, leitete mehrere Chorvereine und war seit 1911 Mitglied offizieller Prüfungskommissionen. 1917 erfolgte seine Berufung zum ordentlichen Lehrer an der Theorie- und Kompositionsabteilung der Berliner Musikhochschule und 1920 übernahm er als Nachfolger Engelbert Humperdincks die Meisterklasse für Komposition an der Akademie der Künste (Berlin). Hochschule und Akademie waren zu der Zeit noch institutionell verbunden. Durch seine pädagogischen und menschlichen Qualitäten war er hier außerordentlich erfolgreich.
Koch trat als Komponist unter anderem mit einer Oper, einer Messe, mit Kantaten, Oratorien, Symphonien, Orchester- und Chorwerken in Erscheinung.
Friedrich Ernst Koch starb 1927 im Alter von 64 Jahren in Berlin und wurde auf dem Alten St.-Matthäus-Kirchhof in Berlin-Schöneberg beigesetzt. Das Grab ist nicht erhalten geblieben.

## Werke (Auswahl)
- Symphonie Nr. 1, Von der Nordsee, d-Moll, für Orchester, op. 4, Breitkopf & Härtel, Leipzig etc. 1891.
- Symphonie Nr. 2, G-Dur, op. 10, Bote & Bock, Berlin.
- Petite Suite, für Violine und Klavier, op. 12, Augener & Co, London 1900.
- Lateinische Messe, G-Dur, für 4 Singstimmen, 2 Violinen, obligate Orgel und 2 Hörner ad lib., op. 14, München, Falter.
- Drei Charakterstücke, Duo, für Violoncello und Klavier, op. 17, München, Aiblinger, 1897.
- Das Sonnenlied, für Chor, Einzelstimmen, Orchester und Orgel, nach Worten des „Sôlarliodh“ von Max Bamberger, op. 26, Bote & Bock, 1901.
- Halleluja!, Festkantate für Chor, Einzelstimmen und Orchester, op. 27, Vieweg, Quedlinburg 1902.
- Von den Tageszeiten, Oratorium nach eigenen Worten, für Chor, Einzelstimmen, Orchester und Orgel, op. 29, Leipzig, Kahnt Nachf., 1905.
- Die deutsche Tanne. Ein Idyll aus dt. Bergeswald nach eigenen Worten, für tiefe Männerstimme, Chor und Orchester, op. 30, Leipzig, Kahnt, 1906.
- Deutsche Rhapsodie, Konzert für Violine und Orchester, op. 31, Leipzig, C. F. Kahnt Nachfolger, 1907.
- Die Sündflut, Oratorium nach der Bibel und eigenen Worten, für Einzelstimmen, Chor, Orchester und Orgel, op. 32, Leipzig, Rahter, 1910.
- Die Hügelmühle, Tragische Oper in 3 Aufzügen (mit freier Benutzung der gleichnamigen Erzählung von Karl Gjellerup), op. 41, Leipzig, Selbstverlag, 1917.
- Die Weissagung des Jesaias, Kammerkantate zur Weihnachtszeit für vierstimmigen gemischten Chor, Sopran-Solo, Streichinstrumente, 2 Waldhörner und Orgel ad lib. oder mit Orgel allein, op. 42, F. E. C. Leuckart Verlag, Leipzig ca. 1900.
- Gethsemane, Lamento für Orgel, Orgel solo, op. 44, Leipzig, C. F. Kahnt, 1920.
- Der Aufbau der Kadenz und anderes. Ein Beitrag zur Harmonielehre. Kant, Leipzig 1920.

## Schüler
- Werner Wolff
- Julius Dahlke (1891–1951)
- Wolfgang Jacobi
- Paul Kletzki
- Harald Sæverud
- Pablo Sorozábal Mariezcurrena (1897–1988)
- Kurt Weill
- Bruno Henze
- Þórarinn Jónsson (1900–1974)
- Boris Blacher
- Kees van Baaren